# Jan Veen (Pilot)
Jan Veen (* 17. November 1975 in Langen) ist selbständiger lizenzierter Hubschrauber-Fluglehrer und Berufspilot. Mit seinen „Hubschrauber-Schnupperkursen“ und seinem Auftritt in der ZDF-Fernsehshow Wetten, dass..? erlangte er Medienaufmerksamkeit.
Veen ist Ausbilder für Privatpiloten, Berufspiloten und Fluglehrer auf verschiedenen Hubschraubermustern. Er ist Sachverständiger für Eurocopter EC 120, Robinson R22 und Robinson R44 sowie Guimbal Cabri G2 und fliegt die Muster Bölkow Bo 105, Eurocopter AS 350, Eurocopter AS 355, Agusta A109, Schweizer HU269 und Bell 206. Für die Landesluftfahrtbehörden und das Luftfahrt-Bundesamt (LBA) nimmt Jan Veen Prüfungen zum Hubschrauber-Privatpiloten PPL (H), Hubschrauber-Berufspiloten CPL (H) und Fluglehrer Fi(H) ab.
Mit seinen Schnupperkursen unter dem Motto „Helipilot für eine Stunde“ führt er Neulinge in Theorie und Praxis ein. Hierzu zählten auch zahlreiche Prominente, deren Schnupperkurs medial begleitet wurde. Bei Wetten, dass..? gelang es Jan Veen, vier Bierflaschen innerhalb von drei Minuten mit einem an den Kufen eines Robinson-R44-Hubschraubers angebrachten Flaschenöffners zu öffnen.